# Màser astrofísic
Un màser astrofísic és una font natural d'emissió estimulada de línies espectrals, típicament en la banda de microones de l'espectre electromagnètic. L'emissió pot sorgir en núvols moleculars, cometes, atmosferes planetàries, atmosferes estel·lars o a partir de diferents condicions presents en l'espai interestel·lar.